# 最後鬣狗
最後鬣狗（学名：Crocuta crocuta ultima）是斑鬣狗已滅絕的一個亞種，分布於東亞。和洞鬣狗一樣，牠比斑鬣狗的體型更大也更強壯。

## 外部連結
- 最後鬣狗頭骨[]
- 最後鬣狗下顎骨[]